# Lucio Toth
Lucio Toth (Zara, 30 dicembre 1934 – Roma, 27 aprile 2017) è stato un politico italiano.

## Biografia
Nato a Zara da una famiglia di origini spalatine è costretto all'esilio dopo la seconda guerra mondiale, stabilendosi a Roma.
Magistrato cassazionista, nel 1987 è stato eletto senatore della Repubblica italiana per la X legislatura a Napoli per la Democrazia Cristiana. 
Dal 1992 al 2012 è stato presidente dell'Associazione Nazionale Venezia Giulia e Dalmazia e partecipò come membro della Commissione storico-culturale italo-slovena che, dal 1993 al 2000. La Commissione aveva il compito di elaborare un documento comune per inquadrare le relazioni fra Italia e Slovenia nel periodo tra la seconda metà dell'Ottocento e la prima metà del novecento. 
È stato anche autore di saggi e articoli di carattere giuridico, storico e politico, ha pubblicato tre romanzi di ambiente dalmata: La casa di Calle San Zorzi sulle vicende di Zara nel novecento, Spiridione Lascarich Alfiere della Serenissima sulle guerre turco-venete del seicento in Dalmazia e in Grecia, "Il disertore dalmata" sull'Italia del Risorgimento, quest'ultimo uscito postumo. Inoltre ha pubblicato anche la Storia di Zara dalle origini ai nostri giorni dedicata alla sua terra natale.
Muore il 27 aprile 2017 all'età di 82 anni.

## Opere
- La casa di Calle San Zorzi, Sovera Edizioni, 2008
- Spiridione Lascarich, Alfiere della Serenissima, La Musa Talìa, 2011
- Storia di Zara dalle origini ai giorni nostri, Edizioni Biblioteca dell'Immagine, 2016
- Il disertore dalmata, La Musa Talìa, 2018